# تقنيات اللغة والاتصالات
تقنيات اللغة والاتصالات (LCT) (بالإنجليزية: Language and Communication Technologies) المعروفة أيضا باسم تقنيات لغة الإنسان أو للاختصار لغة التكنولوجيا. هي الدراسة العلمية للتقنيات التي تبحث في اللغة والتواصل. وهي حقل متعدد التخصصات التي تشمل عدة مجالات من علوم الكمبيوتر واللغويات والعلوم المعرفية.

## تاريخها
كانت مشكلة الترجمة من اللغات البشرية واحدة من أولى مشاكل LCT التي تعين دراستها في 1950، بعد فترة وجيزة من اختراع أجهزة الكمبيوتر، وتشهد كميات التمويل الكبيرة التي تصب في تطويرالترجمة الالية على أهمية الميدان منذ البداية. كما بدأ العلماء تم في هذه الفترة بتطوير نظريات اللغة والتواصل باستخدام الأساليب العلمية. بالنسبة للغة، فقد نقح نعوم تشومسكي هدف اللغويات كطلب  وصف رسمي للغة في حين قدم كل من كلود شانون ووارن ويفر نظرية رياضية لربط الاتصال مع المعلومات.
قدمت أجهزة الكمبيوتر والتكنولوجيات المتعلقة بها إطار مادي و مفهومي يمكن من خلاله متابعة الدراسات العلمية المتعلقة بمفهوم التواصل داخل إطار حسابي، وبالفعل كان هذا الإطار مثمراً على عدة مستويات. في البداية، فقد أوجدت نظام جديد، المعروف باسم معالجة اللغة الطبيعية (NLP) أو اللغويات الحاسوبية (CL). يدرس هذا النظام، من منظور حاسوبي، جميع مستويات اللغة من بداية صدور الخطاب إلى معاني النصوص والحوارات. وقد أنتجت البرمجة اللغوية العصبية، على مدار الاربعين سنة 40 الماضية، بُنية تحتية حسابية مثيرة للإعجاب تتكون من موارد وتقنيات وأدوات لتحليل بنية الصوت (علم الأصوات)، هيكلة الكلمة (الصرف)، البنية النحوية (النحو) وبناء المعنى (علم المعاني). فضلا عن أهميتها في التطبيقات المتعلقة باللغة، فإن هذه البُنية التحتية الحسابية تجعل من الممكن التحقيق في تركيب اللغة  الإنسانية  والاتصالات على مستوى علمي أعمق مما كان ممكناً في السابق.
وعلاوة على ذلك، فإن البرمجة اللغوية العصبية تتناسب طبيعياً مع غيرها من فروع علوم الكمبيوتر، وعلى وجه الخصوص، مع الذكاء الاصطناعي (AI). من منظور الذكاء الاصطناعي، يعتبر استخدام اللغة  مظهراً من مظاهر السلوك الذكي من قبل عامل نشط. ويكون التركيز في المناهج القائمة على الذكاء الاصطناعي للغة والتواصل على  البنية التحتية الحاسوبية اللازمة لدمج الأداء اللغوي في النظرية العامة لذكاء العوامل التي تشملها، على سبيل المثال، تعميم التعلم استناداً على خبرة خاصة، والقدرة على تخطيط وتسبيب الالفاض المنتجة بقصد، تصميم الالفاض التي من شأنها تلبية مجموعة معينة من الأهداف. هذا العمل يميل إلى كونه متعدد التخصصات في الطبيعة بشكل عالي، كما أنه يحتاج إلى الاعتماد على الأفكار من مجالات اللسانيات، علم النفس المعرفي و علم الاجتماع.   ويشتمل LCT على المعرفة والبحوث من جميع هذه المجالات.

## LCT اليوم
تُعتبر اللغة والتواصل من أساسيات النشاط البشري لذلك فليس من المستغرب على الإطلاق أن تجد أن اللغة والاتصالات تؤثر على جميع المجالات الرئيسية في المجتمع، بما في ذلك الصحة والتعليم والمالية، والتجارة، والسفر. وترتكز تقنيات اللغة والاتصالات الحديث LCT على أساس ثنائي تقليدي من الرموز والإحصاءات. وهذا يعني أن أبحاث اللغة في الوقت الحاضر تتطلب الوصول إلى قواعد بيانات كبيرة من: المعلومات حول الكلمات وخصائصهم،  قواعد حسابية على نطاق واسع، أدوات حسابية للعمل مع جميع مستويات اللغة، نظام كفاءة الاستدلال لأداء المنطق. من خلال العمل حسابياً فمن الممكن السيطرة على أعمق بُنية للغات الطبيعية، على وجه الخصوص، إلى  تشكيل نموذج للتفاعلات الحاسمة بين مختلف مستويات اللغة وغيرها من القدرات المعرفية.
البحوث في المجالات ذات الصلة LCT تشمل:
- الترجمة الآلية
- استرجاع المعلومات
- الوجودية
- علم الدلالة الرسمية
- المعلومات و تمثيل المعرفة
- إجابة السؤال
- التعرف على الكلام وتركيبه
- نماذج من معالجة وفهم   اللغة  الإنسانية
- علم اللغة النفسي

## البرامج التعليمية
وقد أثبت الاهتمام المتزايد في هذا المجال من خلال وجود العديد من برامج الماجستير الأوروبي في هذا المجال البحثي الديناميكي: برامج جامعة جرونينجن والتي تشمل تقنيات اللغة والاتصال.
ماجستيرايراسموس موندوس :
- برنامج الماجستير الأوروبي في تقنيات اللغة والاتصالات
- الماجستيرالدولي في البرمجة اللغوية العصبية  وHLT
- الماجستير الأوروبي في اللسانيات السريرية

## وصلات خارجية
- ACL
- ACM SIGIR
- المفتاح
- COLING
- EACL
- LREC
- NLDB
- RANLP
- TREC
- الأوروبي برنامج الماجستير في اللغة والاتصالات
- الدولية ماجستير في البرمجة اللغوية العصبية HLT نسخة محفوظة 4 يوليو 2011 على موقع واي باك مشين.
- الأوروبية الماجستير في اللسانيات السريرية